# Нові Шальтями
Нові Шальтя́ми (рос. Новые Шальтямы, чув. Çĕнĕ Шелттем) — присілок у складі Канаського району Чувашії, Росія. Адміністративний центр Шальтямського сільського поселення.
Населення — 516 осіб (2010; 520 у 2002).
Національний склад:
- чуваші — 98 %